# IC 333
IC 333 је ознака објекта на координатама са ректансцензијом 3h 34m 0,7s и деклинацијом - 5° 6" 26'. Открио га је Гијом Бигурдан, 21. новембра 1889. Каснијим посматрањима на том положају није уочен никакав астрономски објекат.